# Sphecosoma gracilis
Sphecosoma gracilis là một loài bướm đêm thuộc phân họ Arctiinae, họ Erebidae.